# Robert J. Corber
Robert J. „Jack“ Corber (geboren am 29. Juni 1926 in Topeka (Kansas); gestorben am 25. Januar 2011 in Williamsburg (Virginia)) war ein amerikanischer Rechtsanwalt. Er war von 1975 bis 1976 Mitglied der Regulierungsbehörde Interstate Commerce Commission.

## Leben
Der Sohn von Alva Forrest und Catherine Corber besuchte die öffentlichen Schulen in Topeka. 1943 beendete er die Topeka High School. Anschließend studierte er im Rahmen des US-Navy V-12 Training Program an der University of Kansas und erlangte 1946 den Bachelor of Science in Flugzeugtechnik. Während dieser Zeit war er von 1944 bis 1947 bei der U. S. Navy eingeschrieben und wurde 1947 als Lieutenant Junior Grade entlassen.  Danach wechselte er an die Washburn University. 1950 erlangte er den Abschluss als Juris Doctor mit cum laude. Er war Zweitbester seiner Klasse und erhielt ein Stipendium. Bis 1951 studierte er an der University of Michigan und erlangte den Doctor of Juridical Science.
Nach dem Abschluss seiner Ausbildung begann er eine Tätigkeit in der Anwaltskanzlei Steptoe and Johnson. 1957 wurde er Partner der Kanzlei. Seinen Tätigkeitsschwerpunkt setzte er im Transportbereich. Von 1960 bis 1968 war er in leitenden Funktionen der Republikanischen Partei in Virginia tätig.
Nach dem Rücktritt von W. Donald Brewer 1974 wurde er im Dezember dieses Jahres für dessen Sitz in der Interstate Commerce Commission als republikanischer Vertreter nominiert. Da der scheidende Senat keine Aktivitäten entfaltete und somit die Nominierung verfiel, wurde er am 16. Januar 1975 von Präsident Gerald Ford erneut nominiert. Die Bestätigung durch den Senat mit einer verbleibenden Amtszeit bis zum 31. Dezember 1976 erfolgte am 3. März 1975. Am 13. März 1975 trat er seine Tätigkeit an und beendete diese am 1. Dezember 1976. Der vakante Sitz wurde erst 1981 wieder mit Reese H. Taylor Jr. besetzt.
Anschließend war Corber bis zu seinem Ruhestand wieder als Anwalt tätig, zunächst bis 1980 bei Conner, Moore & Corber und danach wieder bis 1996 bei Steptoe and Johnson.
Robert J. Corber war zweimal verheiratet. Aus der ersten 1949 mit Joan Tennal (1930–1987) geschlossenen Ehe stammen vier Kinder. 1989 heiratete er Deborah Perkins Corkey.

## Werke
- Motor carrier leasing and interchange under the Interstate commerce act (1977)
- Supplement to Motor carrier leasing and interchange under the Interstate Commerce Act (1983)